# Zeke Marshall
Pour les articles homonymes, voir Marshall.
Zeke Marshall, né le 13 décembre 1990, à McKeesport en Pennsylvanie, est un joueur américain de basket-ball.

## Biographie
Le 12 décembre 2016, il signe à l'Élan sportif chalonnais après une semaine d'essai. 

## Carrière

### Lycée
- ????-2009 :  McKeesport High School

### Université
- 2009-2013 :  Zips d'Akron (NCAA)

### Clubs
- 2013-2014 :  Slask Wroclaw (PLK) puis  Yulon Luxgen (Super Basket League) puis  Maine Red Claws (D-League)
- 2014-2015 :  Limburg United (Division 1) puis  Club Sagesse (FLB League)
- 2015-2016 :  Al-Fateh (Saoudite Première League)
- décembre 2016-mars 2017 :  Chalon-sur-Saône (Pro A)
- 2017 :  Drive de Grand Rapids (G-League)
- 2019-2020 :  Jeunesse sportive kairouanaise (Ligue 1)